# 穆尔河谷县

穆尔河谷县在施泰尔马克州的位置

穆尔河谷县（德語：Bezirk Murtal）是奥地利施泰尔马克州所辖的一个县。总面积1070.7平方公里，总人口87905，人口密度82人/平方公里（2012年）。行政中心位于尤登堡。该县于2012年由尤登堡县和克尼特尔费尔德县合并而成。

## 行政区域
穆尔河谷县辖有20个市镇。